# Leninsk (Oblast' autonoma ebraica)
Leninsk (in lingua russa Ленинск) è un centro abitato dell'Oblast' autonoma ebraica, situato nel Leninskij rajon.